# Дом Маттиаззи
Дом Маттиаззи (хорв. Kuča Mattiassi) или «Corso cinema and theatre» (часто коротко «Corso cinema» или по-хорватски «Kino Korzo») — шести-этажное здание по адресу улица Корзо, 38, Риека, Хорватия. Является достопримечательностью города Риека.

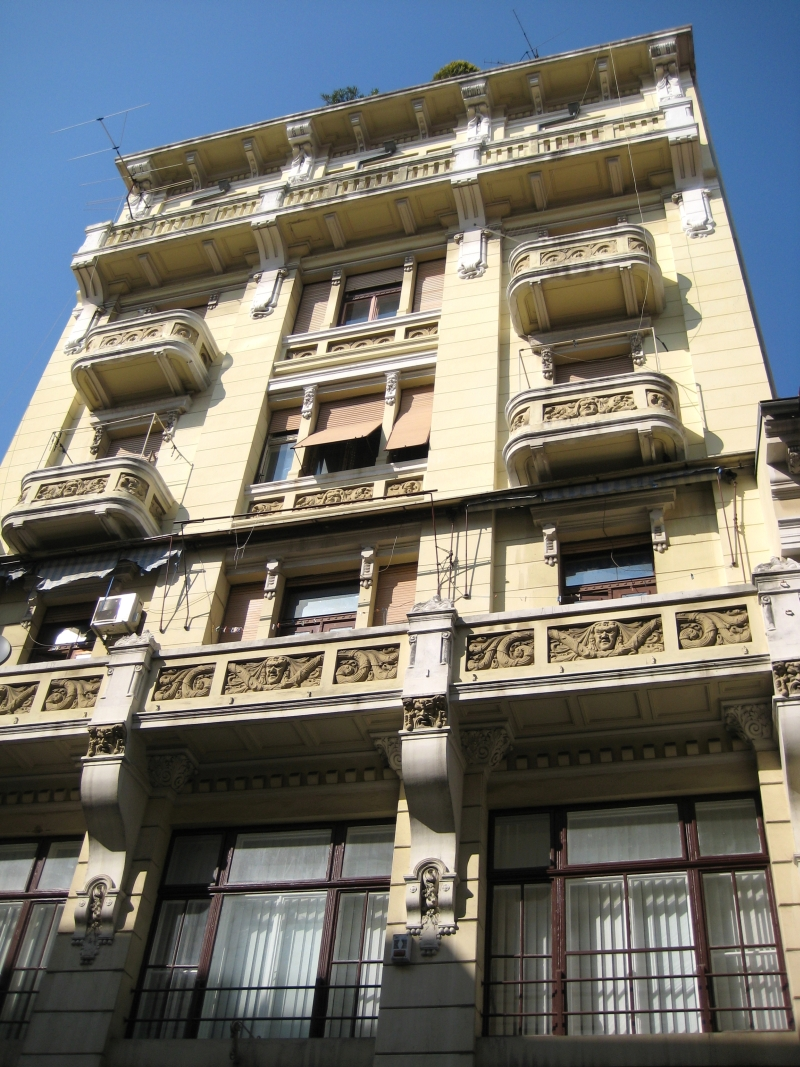
Дом Маттиаззи на Корзо, 38.

В литературе появилось ещё одно название этого здания, — крепость «красавица».

## Строительство

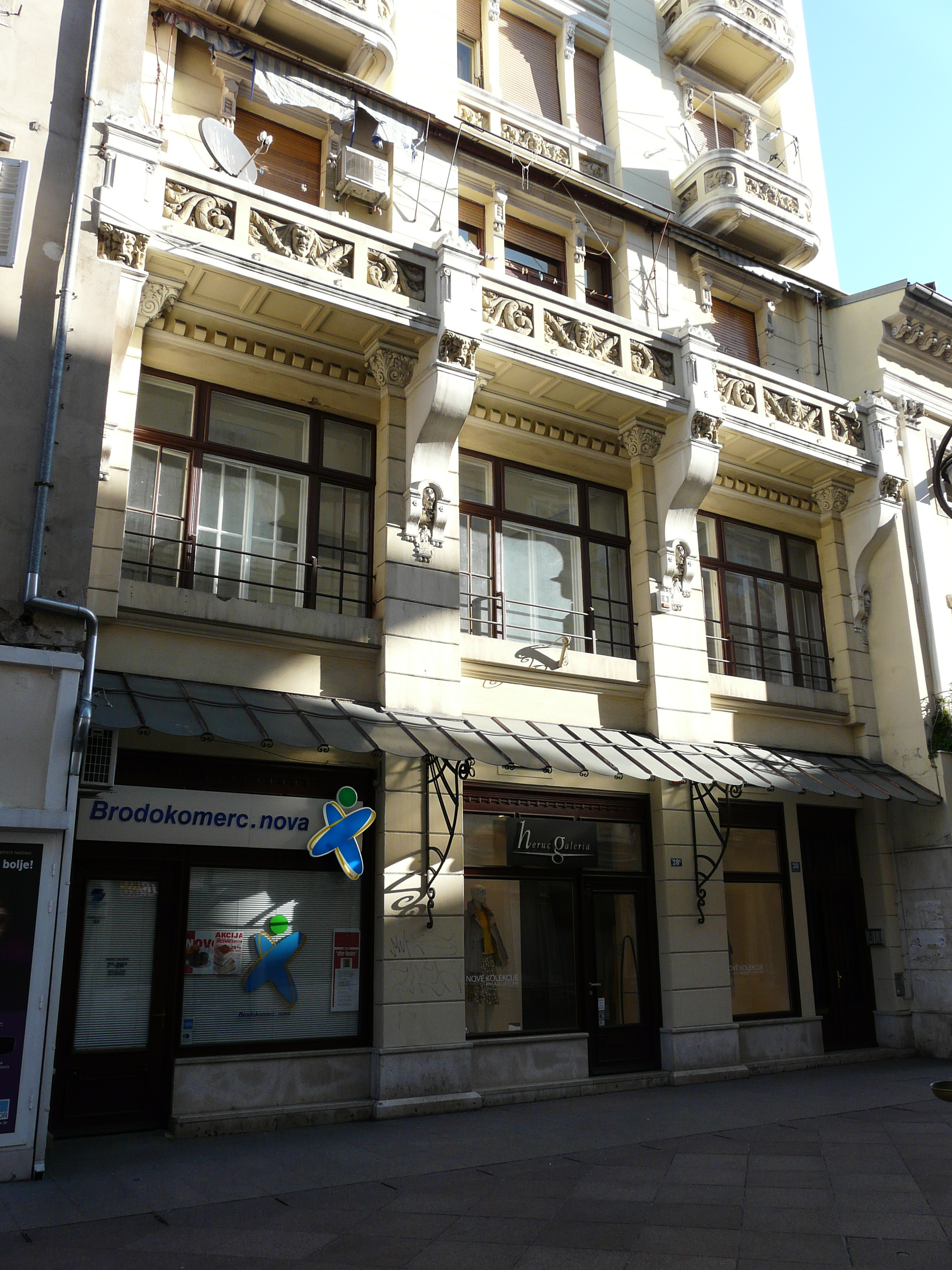
Нижняя часть фасада Дома Маттиаззи по улице Корзо, 38. 17 февраля 2008 г.

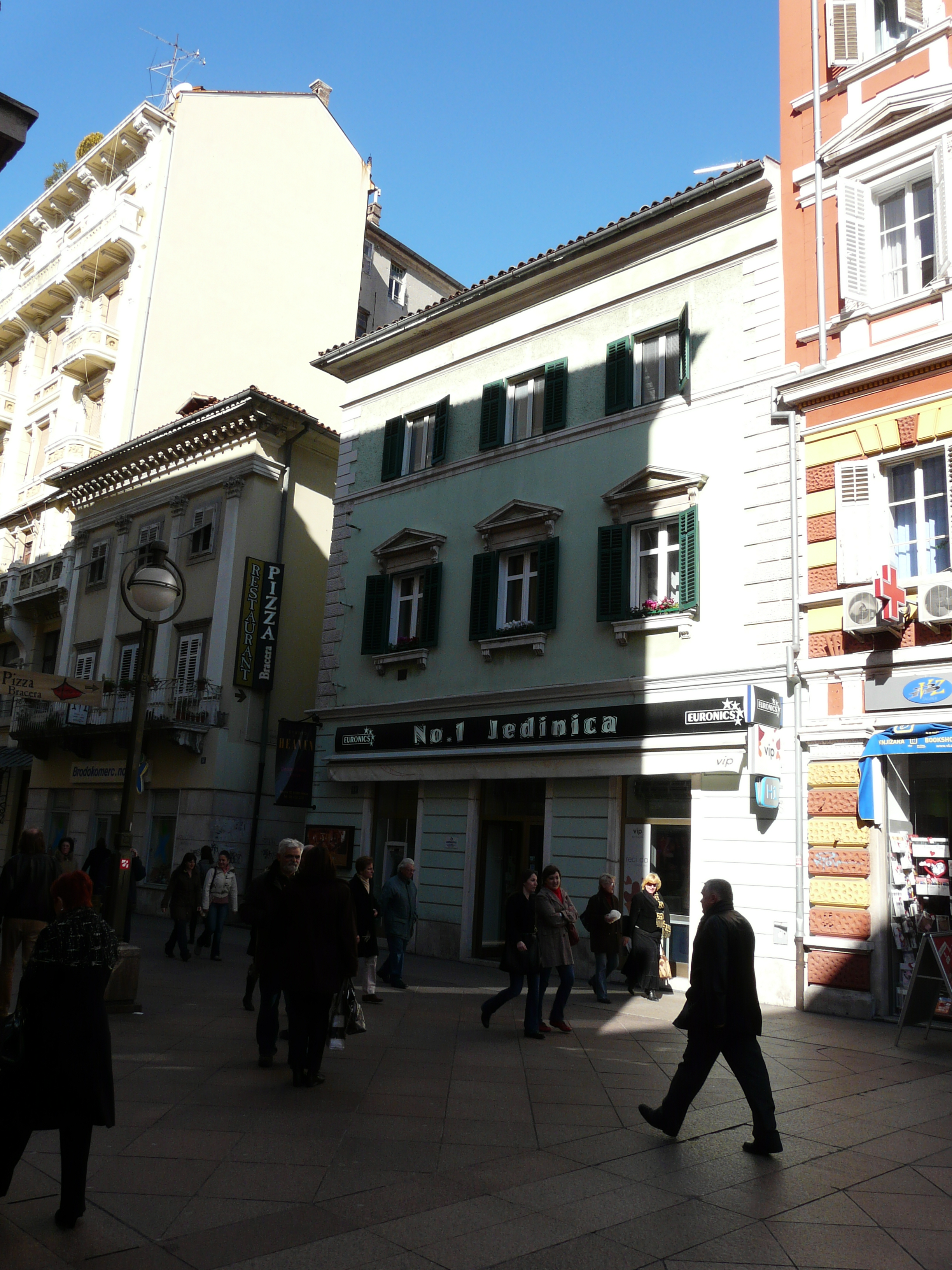
Дома по ул. Корзо 34 и 36, рядрм с Домом Маттиаззи.

Это здание начали строить в 1912 году и оно появилось во всей красе в городе Фиуме, так тогда называли Риеку, на улице Корзо в 1913 году на основе проекта владельца объекта, Франческо Маттиаззи (итал. Francesco Mattiassi). Маттиаззи пошёл по пути построивших в 1906 году на другом конце улицы Корзо подобное высокое здание для Отеля "Royal", так названный Дом Рошель, в 1904-1906 годах, - были реконструированы два существующих дома и новое высокое здание Маттиаззи появилось на улице среди старых зданий. Так как в здании был кинотеатр, то за ним укрепилось название «Corso cinema and theatre».

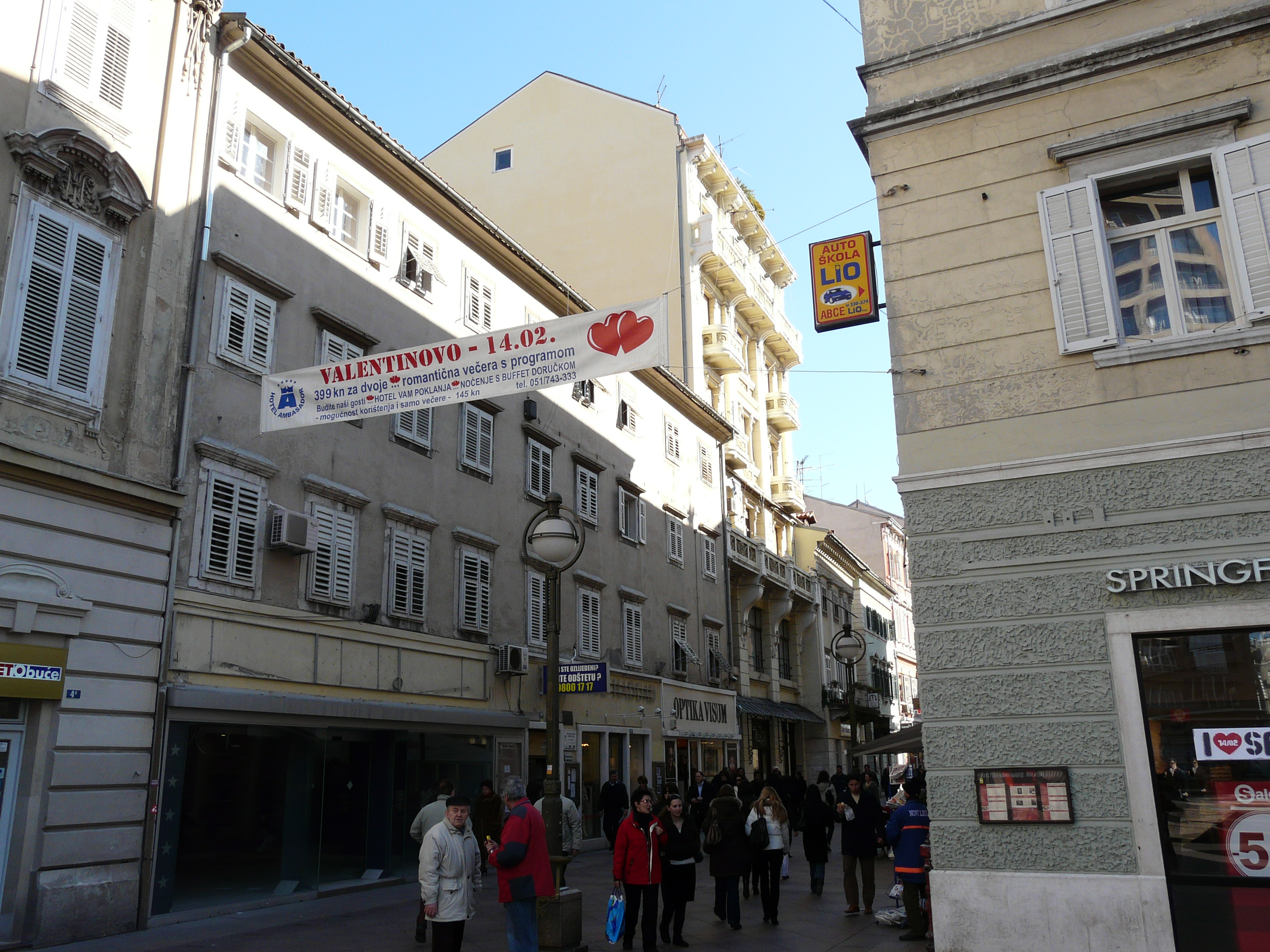
Дома Маттиаззи и дом рядом по ул. Корзоб 40.

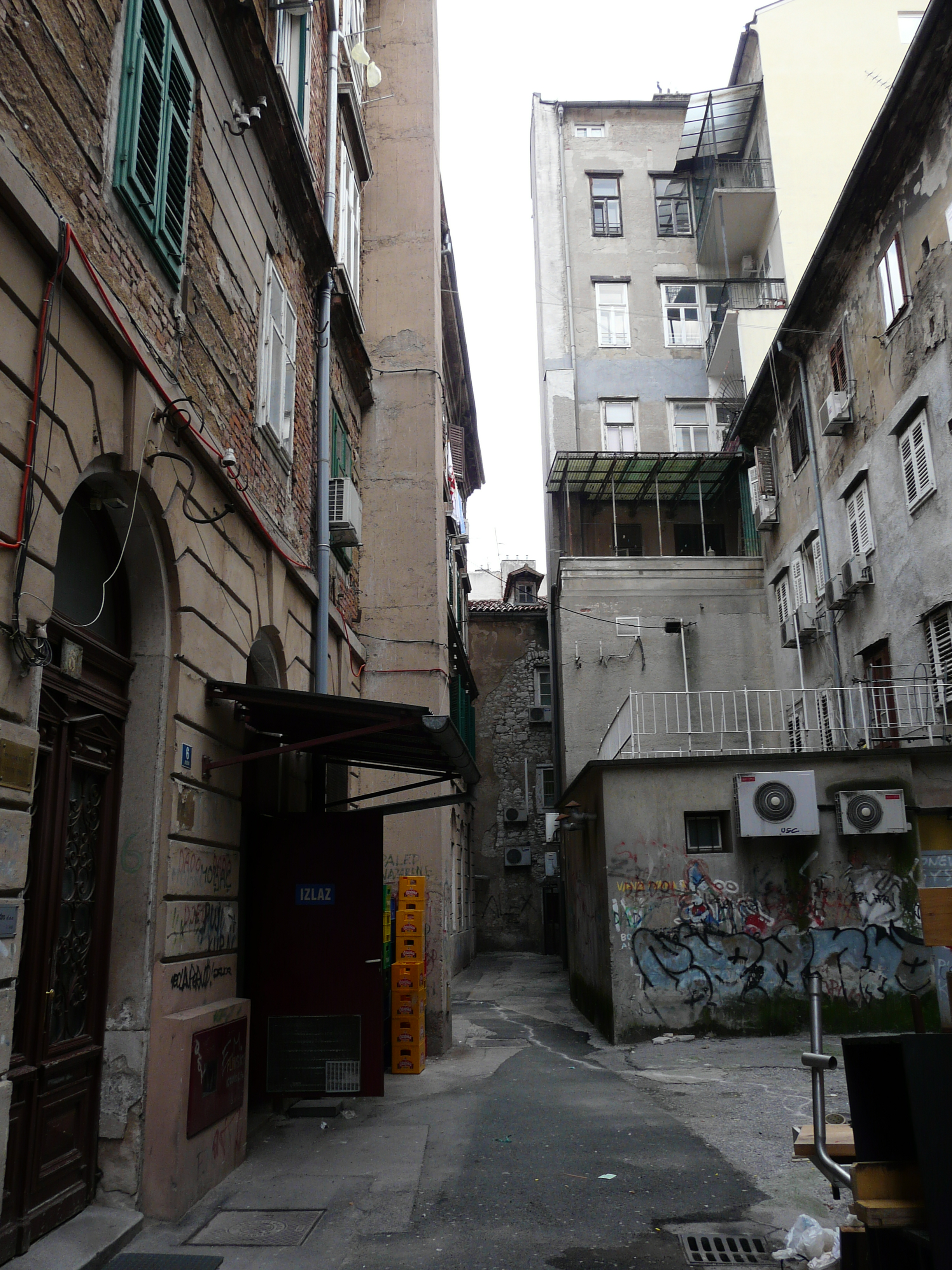
Задняя сторона Дома Маттиаззи.

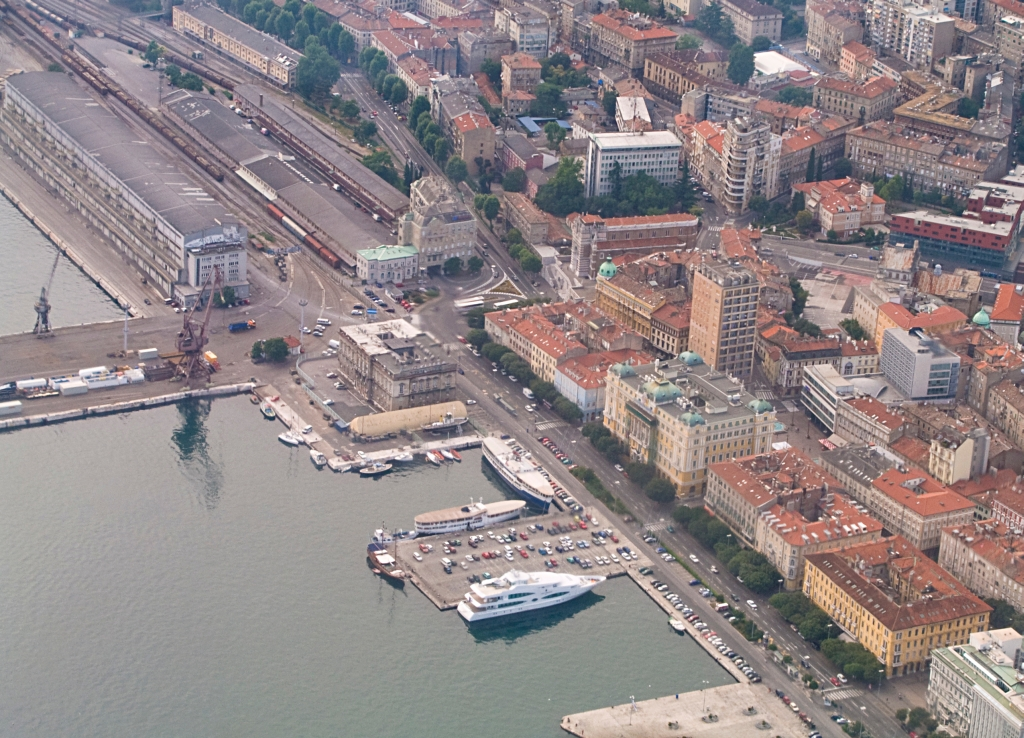
Дом Маттиаззи и первый небоскрёб в Фиуме среди старых и низких зданий с высоты самолёта.

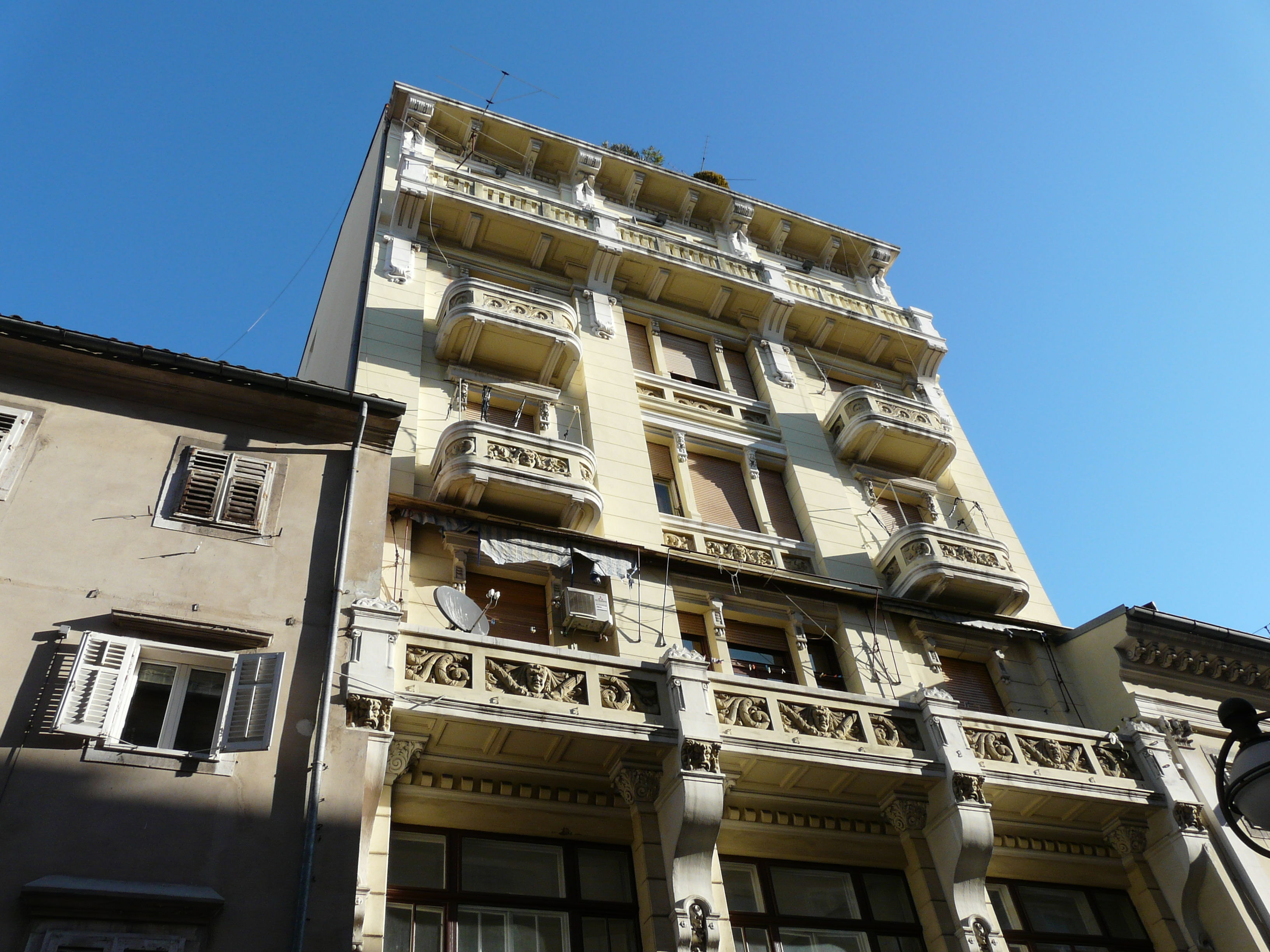
Верхняя часть фасада Дома Маттиаззи. 17 февраля 2008 г.

## Описание здания
На первом этаже нового жилого плюс бизнес дома был открыт кинозал, который был оснащён и обставлен в абсолютно современном виде на то время: центральное отопление, электрическое освещение, торжественно-художественное оборудование для проекции “подвижных картинок”, а также аварийные выходы и гидранты на случай пожара.
Входы для оркестра и балкон были отделены от прочих мест и галёрки. Когда открыли зал, он стал одним из самых посещаемых городских тусовочных объектов. Над залом и над мезонином, являющимся вторым полу-этажом, были четыре этажа элитных апартаментов. На каждом этаже имелась одна квартира площадью более 160 квадратных метров. Есть балконы на первом и четвертом жилых этажах (то есть на третьем и шестом этажах), которые растянуты вдоль всей ширины здания.

## Постскриптум
В конце 1930-х годов разрешение на строительство первого Небоскрёба в Фиуме, так тогда называли Риеку, давали на основе довольно четких факторов, существующих строительных правил, которые позволяли строительство столь высоких объектов в центре города, и успех такого строительства высоток также подтверждали построенные ранее высокие здания, так называемые крепости "красавицы", возведенные в начале XX века на улице Корзо в Риеке, - это Дом Рошель (1906), сегодня это торговый центр «Каролина Риекская», и Дом Маттиззи, в начале XXI столетия здесь был магазин «Sport Herutz».
Такое название обусловлено тем, что с самого появления этого здания и до сих пор оно стояло и стоит в окружении трёх-, четырёх-этажных более старых домов и выглядит огромным и красивым, словно замок-крепость.